# 魁罡功
魁罡 功（かいごう いさお、1941年11月16日 - 没年不明 ）は、青森県青森市金沢出身で二子山部屋（入門時は花籠部屋）に所属した大相撲力士。本名は大村 功（おおむら いさお）。現役当時の体格は182cm、111kg。得意手は右四つ、投げ。最高位は西前頭5枚目（1969年5月場所、同年11月場所）。

## 来歴・人物
数ある四股名の中でも、最も読めない名の一つに挙げられる。1967年7月場所より名乗っていた魁罡とは、「星の王様」を意味するという。
中学生時代は自動車部に所属し、運転手を志していた。しかし、自動車以上に相撲が好きであったこともあり、巡業で横綱・初代若乃花が青森を訪れた際には、自ら若乃花に入門の意志を伝えそのまま上京してしまった。そして、若乃花の内弟子のような形で花籠部屋に入門し、1960年9月場所で初土俵を踏んだ。
1962年には、引退して二子山親方となっていた元・若乃花が花籠部屋から独立することになり、山中（後の小結・二子岳）らと共に二子山部屋に移籍。体重がなかなか増えなかったため三段目や幕下でやや苦労したが、稽古で足腰と腕力を強化し軽量を補って行き、徐々に上位でも勝ち越せる様になっていった。
1968年5月場所、27歳で十両に昇進。同年11月場所では、西十両3枚目の地位で12勝3敗と好成績を残して十両優勝を果たし、翌1969年1月場所で新入幕を果たした。
右四つが得意であったが、小兵の体格を生かし立合いから低く潜り込んでも力を発揮し、小股掬いなど巧みな技を見せた。同年11月場所は自己最高位タイの西前頭5枚目の地位で迎えたが、4勝11敗と大きく負け越してしまった。本来ならば十両に陥落するような地位ではなかったが、番付運に泣かされ、翌1970年1月場所では東十両筆頭まで番付を落とされた。
以降も再入幕を目標に相撲を取り続けたが、十両の下位と上位を往復する状況が続いた。再起を賭けて1971年3月場所では三段目から幕下時代の一時期に名乗っていた「二子龍」に因む「二子竜」に改名したが、東十両11枚目の地位で4勝11敗という結果に終わり幕下陥落が止むを得なくなったため、同場所の千秋楽をもって引退した。
引退後は直ちに角界を去るつもりでいたが、二子山親方が本人の了承を得ずに、年寄・放駒の襲名届を提出してしまった。しかし、廃業するという意志が固かったため翌日には廃業した。年寄襲名期間は1日で終わり、今後も破られないであろう年寄最短襲名記録を作った。
廃業後は名古屋市内で、飲食店を経営したが、現在は消息不明である。

## 主な戦績
- 通算成績：307勝277敗 勝率.532
- 幕内成績：40勝50敗 勝率.444
- 現役在位：63場所
- 幕内在位：6場所
- 各段優勝
  - 十両優勝：1回（1968年11月場所）

### 場所別成績
| | 一月場所 初場所（東京） | 三月場所 春場所（大阪）  | 五月場所 夏場所（東京） | 七月場所 名古屋場所（愛知） | 九月場所 秋場所（東京） | 十一月場所 九州場所（福岡） |
| --- | ----------------------- | ------------------------ | ----------------------- | --------------------------- | ----------------------- | --------------------------- |
| 1960年 （昭和35年） | x                       | x                        | x                       | x                           | （前相撲）              | 東序ノ口22枚目 5–2          |
| 1961年 （昭和36年） | 西序二段84枚目 4–3      | 西序二段47枚目 3–4       | 西序二段61枚目 3–4      | 西序二段70枚目 3–4          | 東序二段74枚目 6–1      | 西三段目118枚目 6–1         |
| 1962年 （昭和37年） | 東三段目59枚目 4–3      | 西三段目42枚目 4–3       | 東三段目34枚目 5–2      | 東幕下91枚目 2–5            | 西三段目13枚目 4–3      | 西三段目3枚目 3–4           |
| 1963年 （昭和38年） | 東三段目13枚目 4–3      | 西三段目筆頭 4–3         | 西幕下83枚目 6–1        | 東幕下52枚目 5–2            | 西幕下34枚目 4–3        | 西幕下27枚目 3–4            |
| 1964年 （昭和39年） | 東幕下36枚目 4–3        | 東幕下27枚目 3–4         | 東幕下30枚目 5–2        | 西幕下18枚目 4–3            | 東幕下14枚目 5–2        | 西幕下7枚目 3–4             |
| 1965年 （昭和40年） | 西幕下10枚目 3–4        | 西幕下13枚目 3–4         | 西幕下17枚目 3–4        | 西幕下20枚目 3–4            | 東幕下23枚目 4–3        | 西幕下19枚目 5–2            |
| 1966年 （昭和41年） | 東幕下11枚目 3–4        | 東幕下13枚目 4–3         | 西幕下11枚目 4–3        | 東幕下9枚目 4–3             | 東幕下8枚目 4–3         | 東幕下7枚目 1–6             |
| 1967年 （昭和42年） | 東幕下26枚目 3–4        | 西幕下29枚目 4–3         | 西幕下29枚目 6–1        | 東幕下8枚目 4–3             | 西幕下5枚目 4–3         | 東幕下3枚目 3–4             |
| 1968年 （昭和43年） | 西幕下6枚目 6–1         | 東幕下筆頭 4–3           | 西十両12枚目 9–6        | 東十両6枚目 9–6             | 西十両2枚目 7–8         | 西十両3枚目 優勝 12–3       |
| 1969年 （昭和44年） | 東前頭11枚目 8–7        | 東前頭9枚目 8–7          | 西前頭5枚目 5–10        | 東前頭10枚目 6–9            | 東前頭13枚目 9–6        | 西前頭5枚目 4–11            |
| 1970年 （昭和45年） | 東十両筆頭 6–9          | 東十両4枚目 7–8          | 東十両5枚目 5–10        | 西十両12枚目 8–7            | 西十両11枚目 9–6        | 東十両8枚目 6–9             |
| 1971年 （昭和46年） | 東十両12枚目 8–7        | 東十両11枚目 引退 4–11–0 | x                       | x                           | x                       | x                           |
| 各欄の数字は、「勝ち-負け-休場」を示す。 優勝 引退 休場 十両 幕下 三賞：敢=敢闘賞、殊=殊勲賞、技=技能賞 その他：★=金星 番付階級：幕内 - 十両 - 幕下 - 三段目 - 序二段 - 序ノ口 幕内序列：横綱 - 大関 - 関脇 - 小結 - 前頭（「#数字」は各位内の序列） |                         |                          |                         |                             |                         |                             |

### 幕内対戦成績
| 朝嵐   | 0 | 1 | 浅瀬川 | 2 | 1 | 朝登     | 1 | 3 | 旭國   | 1 | 2 |  |  |  |
| 海乃山 | 1 | 2 | 和晃   | 0 | 1 | 黒姫山   | 0 | 1 | 高鉄山 | 1 | 3 |  |  |  |
| 大文字 | 1 | 1 | 大雄   | 1 | 2 | 大竜川   | 0 | 5 | 高見山 | 1 | 0 |  |  |  |
| 時葉山 | 3 | 1 | 戸田   | 0 | 3 | 栃東     | 2 | 2 | 栃勇   | 1 | 0 |  |  |  |
| 栃王山 | 1 | 2 | 栃富士 | 1 | 3 | 錦洋     | 1 | 1 | 花光   | 3 | 2 |  |  |  |
| 福の花 | 0 | 1 | 藤ノ川 | 1 | 1 | 三重ノ海 | 1 | 0 | 禊鳳   | 1 | 0 |  |  |  |
| 明武谷 | 3 | 1 | 陸奥嵐 | 0 | 4 | 吉王山   | 0 | 1 | 義ノ花 | 0 | 3 |  |  |  |
| 若天龍 | 1 | 0 | 若浪   | 4 | 0 | 若鳴門   | 0 | 1 | 若二瀬 | 1 | 2 |  |  |  |

## 改名歴
- 大村 功（おおむら いさお）1960年11月場所-1962年7月場所
- 二子龍 功（ふたごりゅう - ）1962年9月場所-1967年5月場所
- 魁罡 功（かいごう - ）1967年7月場所-1971年1月場所
- 二子竜 功（ふたごりゅう - ）1971年3月場所

## 年寄変遷
- 放駒 功（はなれごま いさお）1971年3月28日-同年3月29日